# Адамс, Роберт (конструктор)
Роберт Адамс (англ. Robert Adams; 1810, Марлдон, графство Девон, Англия — сентябрь 1870, Камберуэлл, Суррей, Англия) — британский оружейник-конструктор, основатель оружейной компании «Adams Patent Small Arms Company».

## История
В 1855 году Британская армия приняла на вооружение капсюльный револьвер Бомонт-Адамс (англ. Beaumont–Adams percussion revolver) под названием револьвер Дина и Адамса (англ. Deane & Adams Revolver Pistol). В основе этого револьвера лежала конструкция «cap-and-ball» револьвера Адамса с ударно-спусковым механизмом двойного действия, разработанный Бомонтом. Затем Адамс разработал систему перезарядки для этого револьвера, включив в него новую конструкцию барабана, шомпол-выбрасыватель и дверцу для заряжания, таким образом, преобразовав его в казнозарядный револьвер. Эти нововведения были приняты британской армией в 1868 году. Револьвер с цельной рамкой под металлический патрон был произведён и широко принят на вооружение полицией и вооружёнными силами.